# Webbs Natternkopf
Webbs Natternkopf (Echium webbii) ist eine Pflanzenart aus der Gattung der Natternköpfe (Echium) innerhalb der Familie der Raublattgewächse (Boraginaceae). Dieser Endemit kommt nur auf der kanarischen Insel La Palma vor.

## Beschreibung

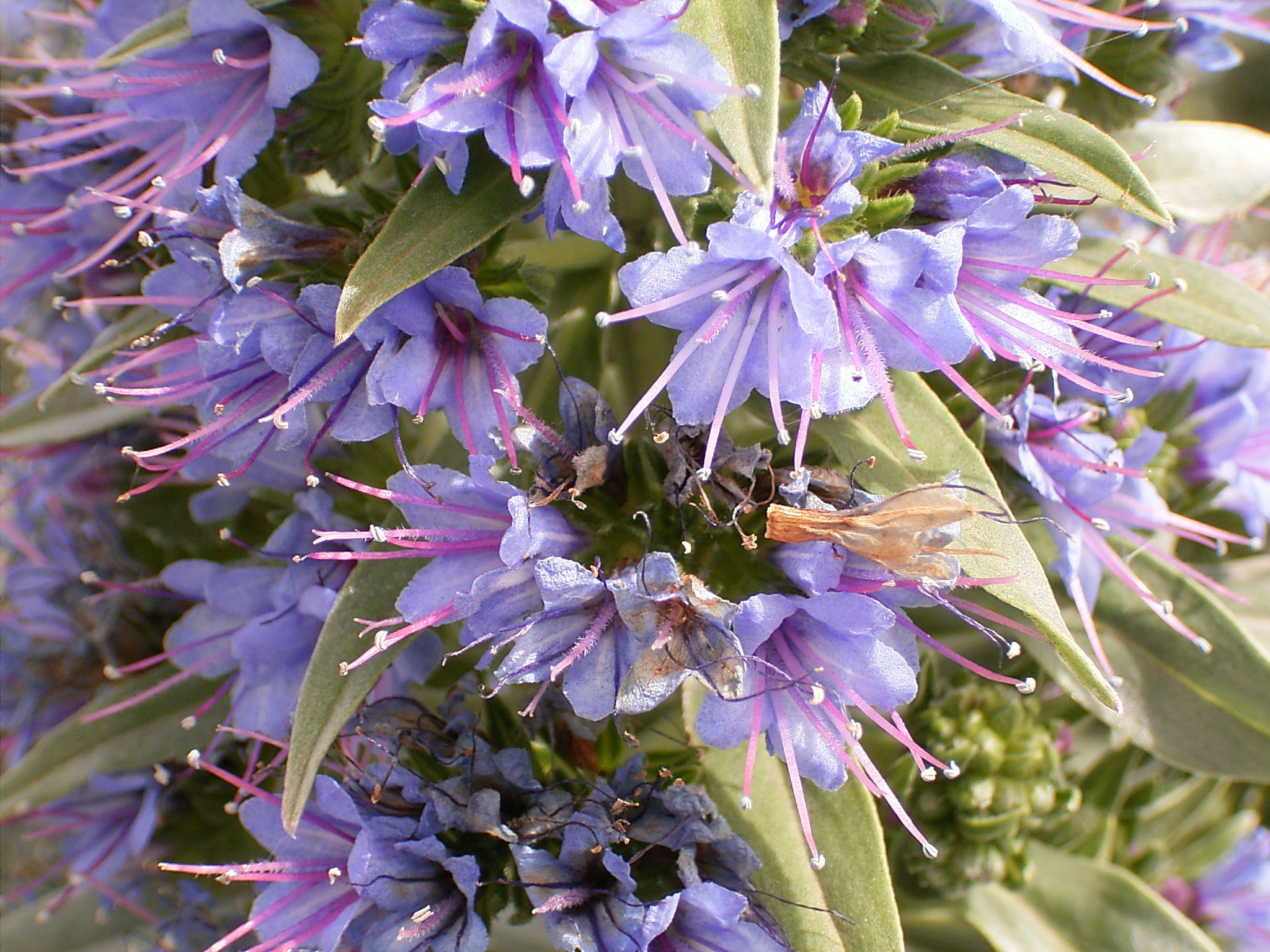
Ausschnitt eines Blütenstandes mit Blüten im Detail

### Vegetative Merkmale
Webbs Natternkopf ist ein Strauch und erreicht Wuchshöhen von 1 bis 1,5 Metern. Die sitzenden Laubblätter sind bei einer Länge von 8 bis 10, selten bis zu 12 Zentimetern, lanzettförmig und dicht mit anliegenden, seidig-glänzenden Haaren (Trichomen) besetzt.

### Generative Merkmale
Die Blütezeit reicht von März bis April. Die endständigen, aufrechten, schlanke, Blütenstände sind 10 bis 20 Zentimeter lange Wickel mit Tragblättern. 
Die meist gestielten Blüten sind fünfzählig mit doppelter Blütenhülle und im Gegensatz zu den Blüten der meisten anderen Boraginaceen schwach zygomorph. Der Kelch ist etwa 3 Millimeter lang, mit linealen stumpfen Kelchzipfeln. Die intensiv blaue Blütenkrone ist 9 bis 10 Millimeter lang. 
Die Früchte sind auffällige, dornige Nüsschen.

## Vorkommen
Webbs Natternkopf ist ein Endemit auf der Insel La Palma. Er besiedelt felsigen Untergrund im Bereich der Wälder.

## Taxonomie
Die Erstbeschreibung von Echium webbii erfolgte 1903 durch Auguste Henri Cornut de Coincy in Bulletin de l'Herbier Boissier, sér. 2 3, S. 270. Das Artepitheton webbii ehrt den englischen Botaniker Philip Barker Webb (1793–1854).